# 피레네 조약

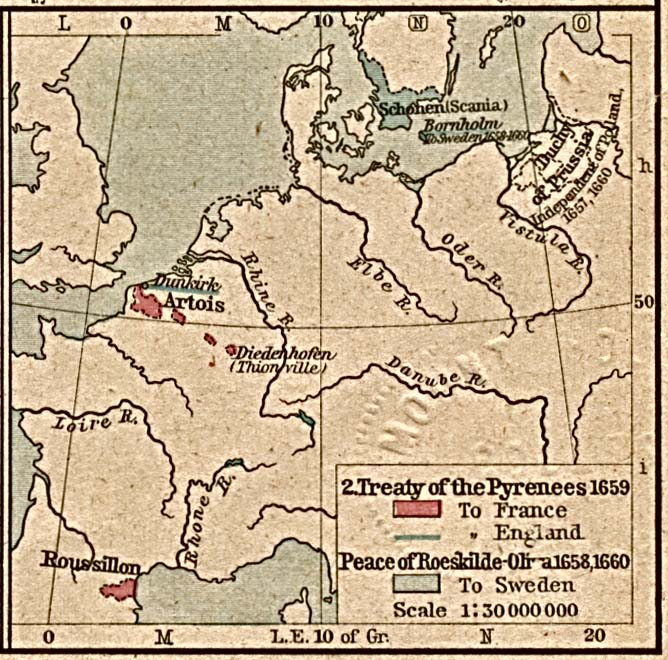
피레네 조약으로 변경된 영토 (1659)

피레네 조약(영어: Treaty of the Pyrenees)은 30년 전쟁을 종결지은 베스트팔렌 조약 체결 후에도 지속된 스페인과 프랑스 간의 전쟁을 끝맺은 평화 조약이다. 1659년 11월 7일에 꿩섬에서 양국은 최종 합의한 후 조약을 체결하였다. 프랑스의 루이 14세와 스페인의 펠리페 4세, 그리고 양국의 재상인 마자랭 추기경과 돈 루이스 멘데스 드 아로가 참석하여 서명하였다. 이 조약에 따라 펠리페 4세의 장녀 마리테레즈가 프랑스 왕 루이 14세와 결혼하였다. 그러나 지참금 미지급분 때문에 상속 전쟁과 스페인 왕위 계승 전쟁이 발발했고 후계가 단절된 스페인의 왕위는 프랑스의 부르봉 왕가가 이어가게 되었다.

## 배경

### 30년전쟁

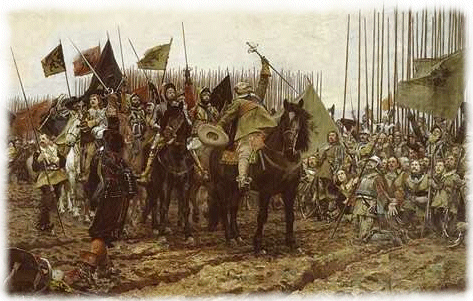
브라이텐펠트 전투에서의 승리한 스웨덴 (1631년)

1517년 종교개혁이래 독일지역의 종교갈등은 1555년 아우크스부르크 화의로 일단락되었다. 그러나 미봉책에 지나지 않았기에 17세기 들어 독일내 신구교 영주간에 무력충돌이 재발되었다. 만일 독일지역이 카톨릭세력으로 통일될 경우에 스페인과 독일 사이에 낀 프랑스는 합스부르크 가문에 의해 국가안위가 위태로워질 소지가 있었다. 1631년 이후 신교제후들을 물밑에서 돕던 프랑스는 신교세력의 전세가 계속 불리해지자, 1635년에 스페인과 합스부르크 가문을 상대로 선전포고를 하고 본격적으로 전쟁에 뛰어들었다. 초반의 전쟁상황은 프랑스에게 불리했다. 그러나 여러 실패를 거울삼아 군사조직을 개선한후 전세를 뒤집는데 성공하였다.

### 베스트팔렌 조약

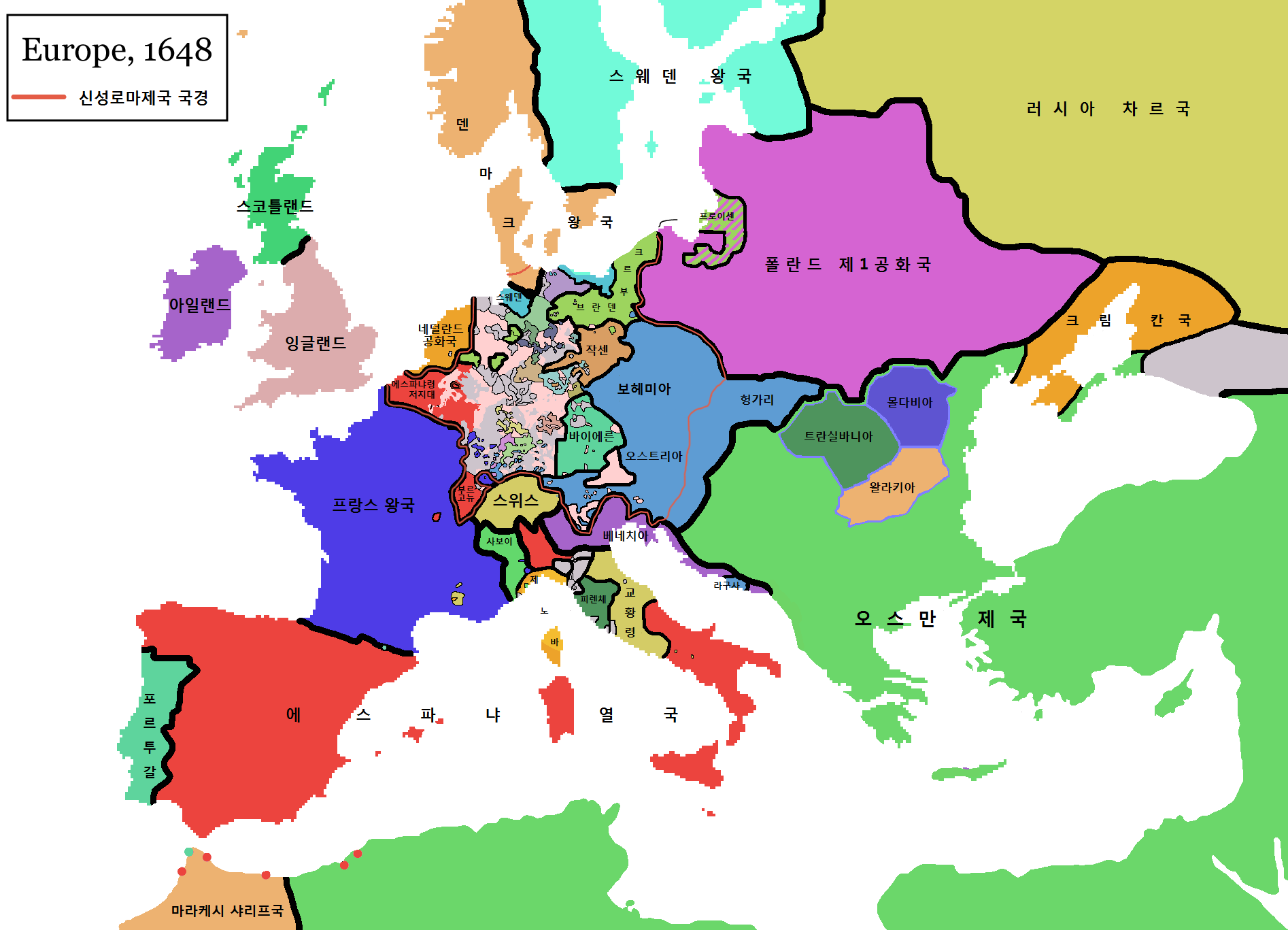
1648년 베스트팔렌 조약 이후의 간단한 유럽 지도

지리한 전쟁은 1648년에 베스트팔렌 조약으로 막을 내렸다. 독일 지역은 약 300 여개의 제후국으로 분리되었고 30년간 지속되었던 전쟁으로 독일인구 약 8백만명이 사망하였다. 종교는 개인의 자유의지 가운데 선택하는 것으로 합의되었다. 스위스와 네덜란드는 독립국의 지위를 인정받았으나 네덜란드 남부의 일부지역, 현재의 벨기에, 룩셈부르크에 위치한 남네덜란드는 스페인령으로 남게 되었다. 조약을 통해 프랑스는 순드가우를 차지한후 스페인이 오스트리아로부터 네덜란드로 가는 것을 막아 버렸다. 이로써 프랑스와 스페인간에 갈등이 이어졌다.

### 지속된 갈등
베스트팔렌 조약에도 불구하고 갈등이 지속된 스페인과 프랑스는 접경지역에서 전쟁을 이어갔다. 프랑스는 30년전쟁을 통해 명장에 반열에 오른 튀렌을 내세워 스페인을 상대했다. 30년전쟁중에도 스페인과 프랑스는 상대국의 내전이나 반란에 서로 개입하며 갈등과 대립을 이어가고 있었다. 1640년 브라간자 공작 주앙 4세가 주도한 포르투갈 반란(독립투쟁)이 발생하자 프랑스 재상 리슐리외는 포르투갈을 지원하였다. 같은해에 카탈루냐 반란이 발생했을때도, 프랑스는 카탈루냐 반란군과 연합하여 1641년 1월에 벌어진 몬주크 전투에서 스페인군을 격파하였다.
이후 프랑스는 1652년 바르셀로나에서 스페인군에게 패배할 때까지 카탈루냐 공국을 지배했다. 스페인 군대가 카탈루냐의 대부분을 재정복했지만, 프랑스는 피레네 산맥 북쪽의 카탈루냐 영토를 유지했다. 스페인은 1648년에 프랑스에서 발생한 프롱드의 난을 지원하며 응수했다. 또한 프롱드의 난을 주도했던 콩데 공이 스페인으로 망명해오자 그를 프랑스 전선에 투입했다.
스페인은 크롬웰이 이끄는 잉글랜드와도 사이가 악화되었다. 잉글랜드에게 네덜란드의 케르크 항을 빼았겼으며 1655년에는 중남미에 있던 식민지 자메이카도 빼았겼다. 신성 로마 황제로부터의 지원은 독일 제후들의 동맹결성으로 좌절되었으며, 독일동맹은 1657, 1658년에 전격적으로 프랑스를 지원했다. 여러악재속에 스페인은 큰 어려움에 처해갔다. 10년간 지속된 전쟁은 독일제후와 잉글랜드 크롬웰의 지원을 받은 프랑스군이 1658년 6월에 됭케르크 전투에서 승리하며 막을 내린 가운데 종전협상에 들어가게 되었다.

## 조약 체결

루시용의 위치.

### 영토 반환과 할양
프랑스가 점령중이었던 카탈루냐 지역의 땅들은 스페인에 반환하기로 합의했다. 프랑스에서 발생했던 프롱드의 난 이후 스페인으로 망명하여 전쟁기간 동안 스페인 진영에서 싸웠던 콩데 공의 사면복권이 결정되었다. 아르투아, 세르다냐, 루시용 등이 프랑스에 양도 되었다. 전략적인 요충지였던 루시용을 프랑스에 양도한 것은 스페인으로서 뼈아픈 일이었다. 루시용은 피레네 산맥을 넘어 프랑스 지역 평지와 연결된 땅이었다. 프랑스와 전쟁을 할 경우 피레네 산맥 너머 루시용에 병력을 배치하면 쉽게 프랑스로 진격할 수 있는 곳이었기 때문이었다.
조약서에는 피레네 산맥 북쪽의 모든 "마을"은 프랑스의 일부가 되어야 한다고 규정되어 있다. 그러나 세르다냐의 수도였던 이비아는 의도치 않았으나 제외되면서 스페인 지로나 지방의 바이사 세르다냐 자치구의 일부가 되었다. 이 지역의 국경선은 1856년 바욘 조약이 체결될 때까지 제대로 정착되지 않았고, 12년 후 최종 조약이 승인되었다. 서부 피레네에는 확실한 국경선이 합의되어 바스크 지역의 경계선인 바즈탄, 알두데, 발카를로스 등의 정치 행정 구역이 결정되었다.
스페인은 베스트팔렌 조약에서 알자스-로렌을 비롯해 프랑스가 얻은 모든 것을 인정하였다. 스페인의 영토를 프랑스가 할양받는 대가로, 프랑스는 포르투갈에 대한 지지를 끊을 것을 약속했고, 카탈루냐 반란(리퍼스 전쟁) 이후 프랑스가 주장했던 바르셀로나 백국에 대한 권리를 포기했다.

### 혼인 합의
마리테레즈와 루이 14세의 결혼에도 합의하였다. 이번 결혼은 아들이 합스부르크 왕가와 결합하기를 원했던 루이 14세의 모후 안 도트리슈의 희망에서 이루어진 것이기도 했지만, 동시에 프랑스의 재상 마자랭의 정치적 판단에 의해 추진된 일이기도 했다. 두 사람의 결혼 조건 중의 하나는 마리 테레즈가 스페인의 왕위 계승권을 포기하는 대신 50만 에퀴의 막대한 지참금을 프랑스에게 지불한다는 것이었다.
그러나 스페인은 네덜란드 독립전쟁, 카탈루냐 반란, 30년전쟁, 프랑스와의 오랜 전쟁으로 심각한 재정난을 겪고 있었다. 따라서 스페인 왕실은 지참금을 완불할 능력이 없었고, 얼마 못 가 대가 끊어질 확률도 매우 높았다. 합스부르크는 가문의 통치권 유지 수단으로 근친혼을 누대에 걸쳐 진행하였는데, 그로인해 유전적 장애를 가지고 태어나거나 장성하지 못하고 요절하는등 근친혼의 부작용이 심각한 상황에 도달해있었다.
피레네 조약을 체결한 1659년 당시, 54세였던 스페인 국왕 펠리페 4세는 2명의 왕비를 통해 12명의 아이를 낳았으나 10명이 요절했고 장성한 자녀는 딸 2명 뿐이었다.(카를로스 2세는 1661년에 태어났다.) 후계가 단절될 경우에 스페인은 여성의 왕위 상속이 가능한 왕국이기 때문에 마리 테레즈와 같은 여계나 그 후손에게 왕관이 돌아갈 가능성이 높은 상황이었다. 프랑스 재상 마자랭은 이점을 노렸으며 그래서 엄청난 액수의 지참금을 요구하여 이를 관철시켰다. 다만 지참금은 분할하여 받기로 했다. 마자랭의 예상대로 스페인은 훗날 지참금을 완납하지 못했다.
프랑스는 쥘 마자랭의 교묘한 외교 수완으로 유리한 조건을 얻고 부르봉 왕가(家) 번영의 기초를 닦았다. 베스트팔렌 조약에 이어 이 조약체결을 통해 프랑스는 유럽내 우월적 지위를 더욱 확고히 했다. 이에 반해 스페인은 국제적인 우위(優位)를 상실하고 몰락이 가속화되었다.

## 영향

### 상속 전쟁

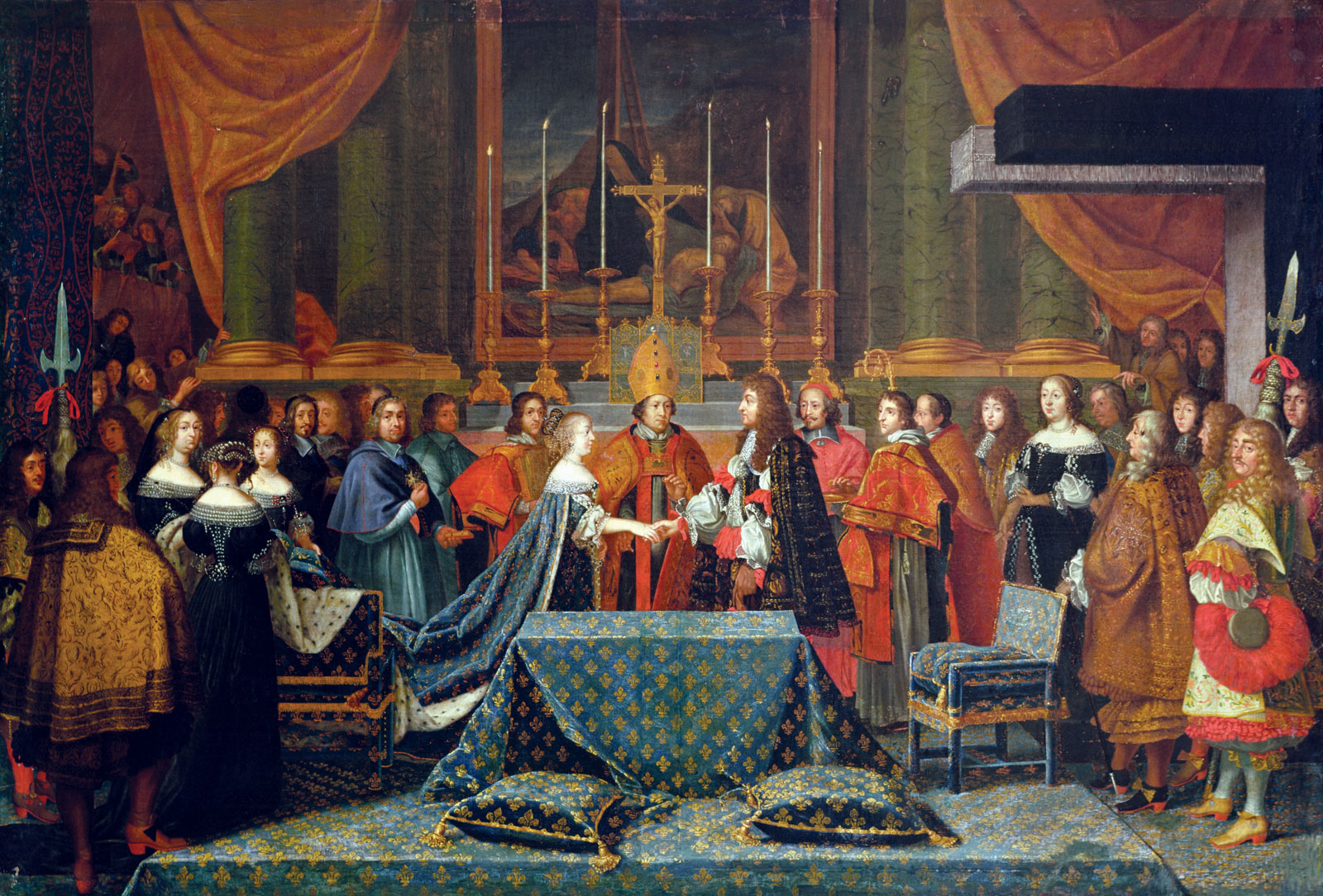
루이 14세와 마리 테레즈의 결혼식

1660년 6월 9일 프랑스 루이 14세와 결혼하였다. 그러나 스페인은 지참금을 완납하지 못해 갈등의 소지를 남겼다. 결국 1665년 스페인의 펠리페 4세 국왕이 사망하자 지참금 미지급분을 근거로 하여 프랑스의 루이 14세 국왕은 자신의 왕비인 마리테레즈에게 남네덜란드에 대한 계승권이 있다고 주장하기 시작했다.
결국 1667년 5월 프랑스 군대가 남네덜란드를 침공했다. 이에 위협을 느낀 네덜란드 공화국은 1667년 7월에 잉글랜드 왕국과의 전쟁(영국-네덜란드 전쟁)을 종식시켰고 1668년 1월에는 잉글랜드, 스웨덴과의 삼국 동맹을 구축하면서 프랑스와 대치하게 된다. 프랑스 군대는 1668년 2월에 스페인의 영토로 있던 프랑슈콩테를 점령했다.

### 멕스파샤펠 조약
1668년 5월 아헨에서 엑스라샤펠 조약이 체결되면서 프랑스는 아르망티에르(Armentières), 베르그(Bergues), 샤를루아(Charleroi), 코르트레이크(Kortrijk), 두에(Douai), 푀르너(Veurne), 릴(Lille), 아우데나르더(Oudenaarde), 투르네(Tournai)를 획득하는 대신 전쟁 중에 점령한 프랑슈콩테를 스페인에 반환하게 된다.

### 사후
루이 14세가 일으킨 대외 전쟁의 시작은 이렇게 좌절되었지만 이는 "태양왕"으로 불린 루이 14세의 화려한 패권주의의 시작이었다. 그러나 루이 14세는 프랑스의 세력 확장에 방해가 되는 네덜란드를 고립시키기 위한 외교 정책을 전개했고 잉글랜드의 찰스 2세 국왕과 비밀 조약을 체결하게 된다. 스웨덴은 프랑스와의 동맹 관계를 수립하는 한편 신성 로마 제국의 제후들과는 동맹 및 중립 관계를 수립했다. 이는 1672년에 일어난 프랑스-네덜란드 전쟁의 도화선이 된다.
스페인의 카를로스 2세가 1700년에 사망한것을 끝으로 스페인 합스부르크의 남성직계가 단절되어 버렸다. 스페인 왕위계승전을 거치기는 했으나 스페인의 왕위는 마리 테레즈의 손자인 펠리페 5세로 이어졌으며 오늘날까지 프랑스의 부르봉 왕가가 계승하게 되었다.